# Gare de Russ - Hersbach
La gare de Russ - Hersbach est une gare ferroviaire française de la ligne de Strasbourg-Ville à Saint-Dié, située sur le territoire des  communes de Russ et de Hersbach, dans la collectivité européenne d'Alsace, en région Grand Est.
Elle est mise en service en 1877 par la Direction générale impériale des chemins de fer d'Alsace-Lorraine (EL).
C'est une halte voyageurs de la Société nationale des chemins de fer français (SNCF), du réseau TER Grand Est, desservie par des trains express régionaux.

## Situation ferroviaire
Établie à 283 mètres d'altitude, la gare de Russ - Hersbachs est située au point kilométrique (PK) 38,950 de la ligne de Strasbourg-Ville à Saint-Dié, entre les gares de Wisches et de Schirmeck - La Broque.

## Histoire
La station de Wisches est mise en service le 15 octobre 1877 par la Direction générale impériale des chemins de fer d'Alsace-Lorraine, lorsqu'elle ouvre à l'exploitation la section de Mutzig à Rothau. Elle dispose d'un bâtiment principal construit sur la base du modèle type utilisé pour les gares intermédiaires de cette section.
Le 19 juin 1919, la gare entre dans le réseau de l'Administration des chemins de fer d'Alsace et de Lorraine (AL), à la suite de la victoire française lors de la Première Guerre mondiale. Puis, le 1er janvier 1938, cette administration d'État forme avec les autres grandes compagnies la SNCF, qui devient concessionnaire des installations ferroviaires de Russ - Hersbach. Cependant, après l'annexion allemande de l'Alsace-Lorraine, c'est la Deutsche Reichsbahn qui gère la gare pendant la Seconde Guerre mondiale, du 1er juillet 1940 jusqu'à la Libération (en 1944 – 1945).
En 2014, c'est une gare voyageurs d'intérêt local (catégorie C : moins de 100 000 voyageurs par an de 2010 à 2011), qui dispose de deux quais et deux abris.

## Fréquentation
De 2015 à 2024, selon les estimations de la SNCF, la fréquentation annuelle de la gare s'élève aux nombres indiqués dans le tableau ci-dessous.
| Année     | 2015   | 2016   | 2017   | 2018   | 2019   | 2020   | 2021   | 2022   | 2023   | 2024   |
| --------- | ------ | ------ | ------ | ------ | ------ | ------ | ------ | ------ | ------ | ------ |
| Voyageurs | 68 740 | 69 828 | 68 659 | 62 414 | 63 451 | 54 688 | 64 459 | 83 263 | 82 758 | 84 356 |

## Service des voyageurs

### Accueil
Halte SNCF, c'est un point d'arrêt non géré (PANG) à accès libre, équipé d'automates pour l'achat de titres de transport TER.
La traversée des voies et le passage d'un quai à l'autre s'effectuent par le passage à niveau routier.

### Desserte
Russ - Hersbach est une halte voyageurs du réseau TER Grand Est, desservie par des trains express régionaux de la relation : Strasbourg-Ville - Saales - Saint-Dié-des-Vosges (ligne 08).

### Intermodalité
Un parking pour les véhicules y est aménagé.
La gare est desservie par des autocars à tarification TER sur la relation : Saint-Dié (ou Rothau) - Molsheim.

## Patrimoine ferroviaire
Ayant fait l'objet d'une rénovation, l'ancien bâtiment voyageurs construit en 1877 correspond au plan type pour les petites stations de la section Mutzig - Rothau et se retrouve aussi à Gresswiller, Urmatt, Wisches et Lutzelhouse. Ces gares de style rustique combinant la pierre et le bois sont accolées à une halle à marchandises réalisée en bois.